# Звечарке
Звечарке су група змија отровница из родова Crotalus и Sistrurus, које припадају потфамилији Crotalidae. 36 познатих врста имају између 65 и 70 подврста, све су пореклом из Америка, почевши од јужне Алберте и јужне Британске Колумбије у Канади, па све до централне Аргентине.
То су мале животиње које живе на различитим стаништима, а лове мале животиње попут птица и глодара. Претња пре убризгавања отрова, праћена гласним тресењем репа - звечањем (по чему је и добила име), успешна је одбрана од многих грабљивица. Ипак, звечарке имају природних непријатеља, а то су сова, ласица, краљевска змија. Звечарке су углавном плен док су младе и још ментално незреле. Велики број звечарки бива убијен и од стране људи. Популације звечарки су у многим областима угрожене, углавном због уништавања природних станишта, криволова и кампање истребљења.
Уједи звечарке су водећи узрок повреда уједа змија у Северној Америци. Упркос томе, звечарке уједају веома ретко, и то само када су испровоциране или угрожене; ако се одмах лечи, ујед је ретко фаталан.